# Sainte-Catherine, Puy-de-Dôme
Sainte-Catherine là một xã ở tỉnh Puy-de-Dôme trong vùng Auvergne-Rhône-Alpes miền trung nước Pháp.